# Stanisław Lato
Stanisław Franciszek Lato (ur. 23 kwietnia 1928 w Skroniowie, zm. 20 sierpnia 2018 w Warszawie) – polski historyk, specjalizujący się w najnowszej historii Polski; doktor nauk; wieloletni wykładowca Wydziału Dziennikarstwa Uniwersytetu Warszawskiego.
Syn Franciszka i Marianny. Był kuzynem piłkarza i działacza sportowego Grzegorza Laty.

## Wybrana bibliografia
- Maciej Rataj we wspomnieniach współczesnych (Ludowa Spółdzielnia Wydawnicza, Warszawa, 1984; ISBN 83-205-3642-1; wybór i oprac. Stanisław Lato)
- Materiały źródłowe do historii polskiego ruchu ludowego. T. 2, 1918–1931 (Ludowa Spółdzielnia Wydawnicza, Warszawa, 1967; zebr. i oprac. Stanisław Giza i Stanisław Lato)
- Programy stronnictw ludowych: 1892–1959 cz. I (Zakład Historii Ruchu Ludowego przy Naczelnym Komitecie Zjednoczonego Stronnictwa Ludowego, Warszawa, 1962)
- Programy stronnictw ludowych: 1892–1959 cz. II (Zakład Historii Ruchu Ludowego przy Naczelnym Komitecie Zjednoczonego Stronnictwa Ludowego, Warszawa, 1962)
- Programy stronnictw ludowych: zbiór dokumentów (Państwowe Wydawnictwa Naukowe, Warszawa, 1969; wspólnie z Witoldem Stankiewiczem)
- Ruch ludowy a Centrolew (Ludowa Spółdzielnia Wydawnicza, Warszawa, 1965)
- Ruch ludowy wobec sanacji: (z dziejów politycznych II Rzeczypospolitej) (Krajowa Agencja Wydawnicza, Rzeszów, 1985; ISBN 83-03-00974-5)